# Gran Premio di Francia 1951
Il Gran Premio di Francia 1951 è stata la quarta prova della stagione 1951 del campionato mondiale di Formula 1. La gara si è tenuta domenica 1º luglio sul circuito di Reims ed è stata vinta dall'argentino Juan Manuel Fangio e dall'italiano Luigi Fagioli con guida condivisa su Alfa Romeo, rispettivamente alla quinta e prima e unica vittoria in carriera; Fangio e Fagioli hanno preceduto all'arrivo i tre piloti della Ferrari, l'argentino José Froilán González e l'italiano Alberto Ascari con guida condivisa e l'altro italiano Luigi Villoresi.
È stato designato come Gran Premio d'Europa per il 1951.
Questo Gran Premio segna l'ultima gara in Formula 1 per il pilota italiano Luigi Fagioli mentre per il suo compagno di squadra Juan Manuel Fangio è il quarto hat trick (pole position, giro veloce e vittoria del Gran Premio) in carriera. Fatta eccezione per le edizioni della 500 Miglia di Indianapolis valide per il campionato mondiale, con 601,832 km, esso fissa inoltre il record della gara più lunga della storia della Formula 1.

## Vigilia

### Aspetti sportivi
Il Gran Premio rappresenta il quarto appuntamento stagionale a distanza di due settimane dalla disputa del Gran Premio del Belgio, terza gara del campionato. È il terzo e ultimo Gran Premio della stagione a disputarsi su un circuito stradale non permanente dopo le gare a Bremgarten e a Spa-Francorchamps.
Alla gara partecipano tre scuderie ufficiali, l'Alfa Romeo, con quattro 159 guidate da Consalvo Sanesi e dal ricongiunto gruppo dei 3F — Juan Manuel Fangio, Nino Farina e Luigi Fagioli —, la Scuderia Ferrari, con tre 375 guidate da Alberto Ascari, Luigi Villoresi e José Froilán González, e l'Equipe Gordini, con Aldo Gordini al volante di una Simca-Gordini T11 e Maurice Trintignant, Robert Manzon e André Simon su una Simca-Gordini T15.
Tra le squadre private erano presenti la Écurie Belge, con il belga Johnny Claes alla guida di una Talbot-Lago T26C-DA, la Écurie Rosier, con il monegasco Louis Chiron su una Talbot-Lago T26C e il francese Louis Rosier su una T26C-DA, la Scuderia Enrico Platé, con lo svizzero Toulo de Graffenried e lo statunitense Harry Schell su Maserati 4CLT-48, la Scuderia Milano, con una Maserati 4CLT-50 motorizzata Milano con al volante l'argentino debuttante Onofre Marimón, e infine la G.A. Vandervell, con Reg Parnell alla guida di una Ferrari 375 Thin Wall Special, ovvero una Ferrari 375 modificata.
Tra i piloti privati erano presenti Peter Whitehead, su Ferrari 125, Yves Giraud-Cabantous e Guy Mairesse su Talbot-Lago T26C, Philippe Étancelin su Talbot-Lago T26C-DA ed Eugène Chaboud su Talbot-Lago T26C-GS.
Al Gran Premio erano iscritti anche Piero Taruffi su Ferrari e Prince Bira su Maserati, tuttavia non arrivarono alla gara.

## Qualifiche

### Risultati
Nella sessione di qualifica si è avuta questa situazione:
| Pos | Nº | Pilota                | Costruttore        | Tempo  | Griglia |
| --- | -- | --------------------- | ------------------ | ------ | ------- |
| 1   | 4  | Juan Manuel Fangio    | Alfa Romeo         | 2'25"7 | 1       |
| 2   | 2  | Nino Farina           | Alfa Romeo         | 2'27"4 | 2       |
| 3   | 12 | Alberto Ascari        | Ferrari            | 2'28"1 | 3       |
| 4   | 10 | Luigi Villoresi       | Ferrari            | 2'28"5 | 4       |
| 5   | 6  | Consalvo Sanesi       | Alfa Romeo         | 2'28"9 | 5       |
| 6   | 14 | José Froilán González | Ferrari            | 2'30"8 | 6       |
| 7   | 8  | Luigi Fagioli         | Alfa Romeo         | 2'33"1 | 7       |
| 8   | 42 | Louis Chiron          | Talbot-Lago-Talbot | 2'43"7 | 8       |
| 9   | 26 | Reg Parnell           | Ferrari            | 2'44"0 | 9       |
| 10  | 38 | Philippe Étancelin    | Talbot-Lago-Talbot | 2'44"8 | 10      |
| 11  | 46 | Yves Giraud-Cabantous | Talbot-Lago-Talbot | 2'45"7 | 11      |
| 12  | 28 | Johnny Claes          | Talbot-Lago-Talbot | 2'46"6 | 12      |
| 13  | 40 | Louis Rosier          | Talbot-Lago-Talbot | 2'48"0 | 13      |
| 14  | 44 | Eugène Chaboud        | Talbot-Lago-Talbot | 2'49"6 | 14      |
| 15  | 50 | Onofre Marimón        | Maserati-Milano    | 2'49"9 | 15      |
| 16  | 18 | Toulo de Graffenried  | Maserati           | 2'50"1 | 16      |
| 17  | 36 | Aldo Gordini          | Simca-Gordini      | 2'50"3 | 17      |
| 18  | 32 | Maurice Trintignant   | Simca-Gordini      | 2'50"4 | 18      |
| 19  | 48 | Guy Mairesse          | Talbot-Lago-Talbot | 2'58"4 | 19      |
| 20  | 24 | Peter Whitehead       | Ferrari            | 2'59"0 | 20      |
| 21  | 34 | André Simon           | Simca-Gordini      | 2'59"5 | 21      |
| 22  | 20 | Harry Schell          | Maserati           | 3'02"0 | 22      |
| 23  | 30 | Robert Manzon         | Simca-Gordini      | 3'06"0 | 23      |

## Gara

### Resoconto

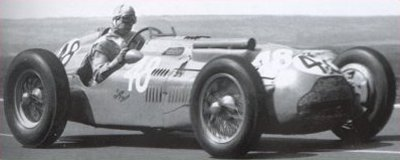
Guy Mairesse durante la gara

In partenza Alberto Ascari andò in testa con Juan Manuel Fangio dietro. Entrambi si ritirarono presto e Luigi Villoresi ebbe dei problemi avvantaggiando Nino Farina, autore di una pessima partenza. José Froilán González e Luigi Fagioli gli stavano dietro. Al suo pit stop Fagioli lasciò la vettura a Fangio e González fu rimpiazzato da Ascari.
Questo non preoccupò Farina che rimase in testa fino al secondo pit stop, quando cominciò a soffrire di diversi problemi, lasciando così la vittoria a Fangio, in coppia con Fagioli (unica vittoria in carriera per il pilota italiano), con un minuto su Ascari che si aggiudicò il secondo posto assieme al compagno di squadra González; Villoresi concluse terzo a 3 giri. Reg Parnell finì quarto riuscendo a piazzarsi davanti allo sfortunato Farina.

### Risultati
I risultati del Gran Premio sono i seguenti:
| Pos | Nº | Pilota                               | Costruttore        | Giri | Tempo/Ritiro     | Griglia | Punti |
| --- | -- | ------------------------------------ | ------------------ | ---- | ---------------- | ------- | ----- |
| 1   | 8  | Luigi Fagioli Juan Manuel Fangio     | Alfa Romeo         | 77   | 3h22'11"0        | 7       | 4 5   |
| 2   | 14 | José Froilán González Alberto Ascari | Ferrari            | 77   | +58"2            | 6       | 3     |
| 3   | 10 | Luigi Villoresi                      | Ferrari            | 74   | +3 giri          | 4       | 4     |
| 4   | 26 | Reg Parnell                          | Ferrari            | 73   | +4 giri          | 9       | 3     |
| 5   | 2  | Nino Farina                          | Alfa Romeo         | 73   | +4 giri          | 2       | 2     |
| 6   | 42 | Louis Chiron                         | Talbot-Lago-Talbot | 71   | +6 giri          | 9       |       |
| 7   | 46 | Yves Giraud-Cabantous                | Talbot-Lago-Talbot | 71   | +6 giri          | 11      |       |
| 8   | 44 | Eugène Chaboud                       | Talbot-Lago-Talbot | 69   | +8 giri          | 14      |       |
| 9   | 48 | Guy Mairesse                         | Talbot-Lago-Talbot | 66   | +11 giri         | 19      |       |
| 10  | 6  | Consalvo Sanesi                      | Alfa Romeo         | 58   | +19 giri         | 6       |       |
| 11  | 4  | Juan Manuel Fangio Luigi Fagioli     | Alfa Romeo         | 55   | +22 giri         | 1       |       |
| Rit | 28 | Johnny Claes                         | Talbot-Lago-Talbot | 54   | Incidente        | 12      |       |
| Rit | 40 | Louis Rosier                         | Talbot-Lago-Talbot | 43   | Trasmissione     | 13      |       |
| Rit | 38 | Philippe Étancelin                   | Talbot-Lago-Talbot | 37   | Motore           | 10      |       |
| Rit | 36 | Aldo Gordini                         | Simca-Gordini      | 27   | Motore           | 17      |       |
| Rit | 20 | Harry Schell                         | Maserati           | 23   | Surriscaldamento | 22      |       |
| Rit | 32 | Maurice Trintignant                  | Simca-Gordini      | 11   | Motore           | 18      |       |
| Rit | 12 | Alberto Ascari                       | Ferrari            | 10   | Cambio           | 3       |       |
| Rit | 34 | André Simon                          | Simca-Gordini      | 7    | Motore           | 21      |       |
| Rit | 30 | Robert Manzon                        | Simca-Gordini      | 3    | Motore           | 23      |       |
| Rit | 50 | Onofre Marimón                       | Maserati-Milano    | 2    | Motore           | 15      |       |
| Rit | 18 | Toulo de Graffenried                 | Maserati           | 1    | Trasmissione     | 16      |       |
| Rit | 24 | Peter Whitehead                      | Ferrari            | 1    | Motore           | 20      |       |

Juan Manuel Fangio riceve un punto addizionale per aver segnato il giro più veloce della gara.

## Classifica mondiale
| Pos | Pilota                | Punti |
| --- | --------------------- | ----- |
| 1   | Juan Manuel Fangio    | 15    |
| 2   | Nino Farina           | 14    |
| 3   | Alberto Ascari        | 9     |
| =   | Lee Wallard           | 9     |
| 5   | Luigi Villoresi       | 8     |
| 6   | Piero Taruffi         | 6     |
| =   | Mike Nazaruk          | 6     |
| 8   | Luigi Fagioli         | 4     |
| 9   | Reg Parnell           | 3     |
| =   | Louis Rosier          | 3     |
| =   | José Froilán González | 3     |
| =   | Consalvo Sanesi       | 3     |
| =   | Andy Linden           | 3     |
| 14  | Toulo de Graffenried  | 2     |
| =   | Yves Giraud-Cabantous | 2     |
| =   | Jack McGrath          | 2     |
| =   | Manny Ayulo           | 2     |
| =   | Bobby Ball            | 2     |